# Cruz dos Anjos

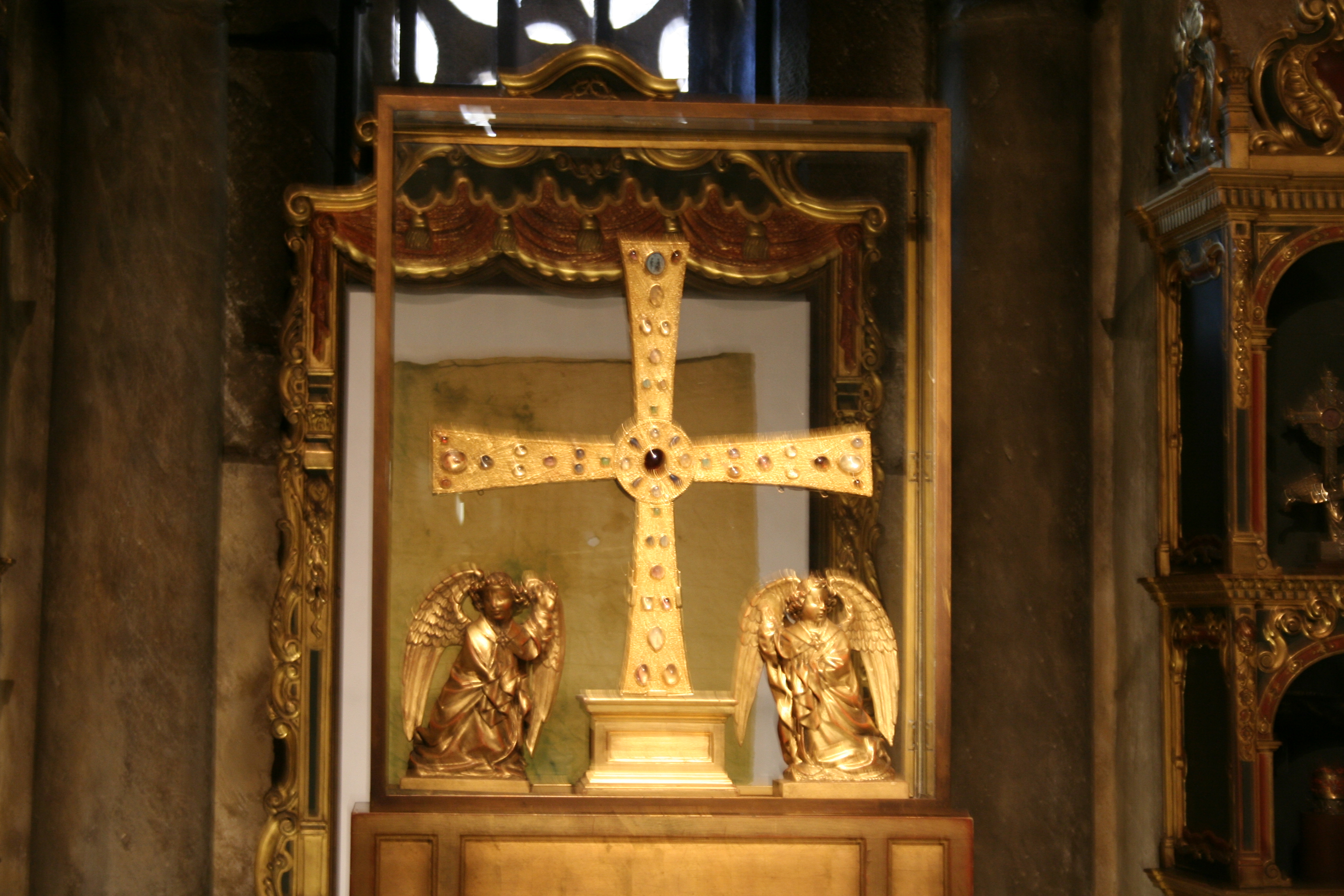
Cruz dos Anjos

A Cruz dos Anjos é uma cruz gemada e um relicário da Vera Cruz em forma de cruz grega que se encontra exposta na câmara santa da Catedral de Oviedo.

## Origem
A Cruz dos Anjos é uma cruz grega doada por Afonso II, o Casto à Catedral de Oviedo no ano 808, sendo a peça de ourivesaria mais antiga que se conserva nas Astúrias. Segundo reza a lenda do século XI, a cruz foi fabricada por dois anjos com aspecto de peregrinos que se enclausuraram para construi-la. Passados alguns dias nela trabalhando, o monarca ter-se-á impacientado temendo que fossem ladrões e, ao chegar à oficina, deparou-se com a porta fechada e com um brilho trespassando-a. Aberta a porta, deparou-se com a cruz e as roupagens dos peregrinos, e convenceu-se que a cruz teria sido fabricada por dois anjos.
A primeira vez que surge a imagem da cruz é no códice Emilianense, no ano 976.
No século XIII a cruz é incluída no escudo de Oviedo, nele perdurando até aos dias de hoje.